# Fri Heil

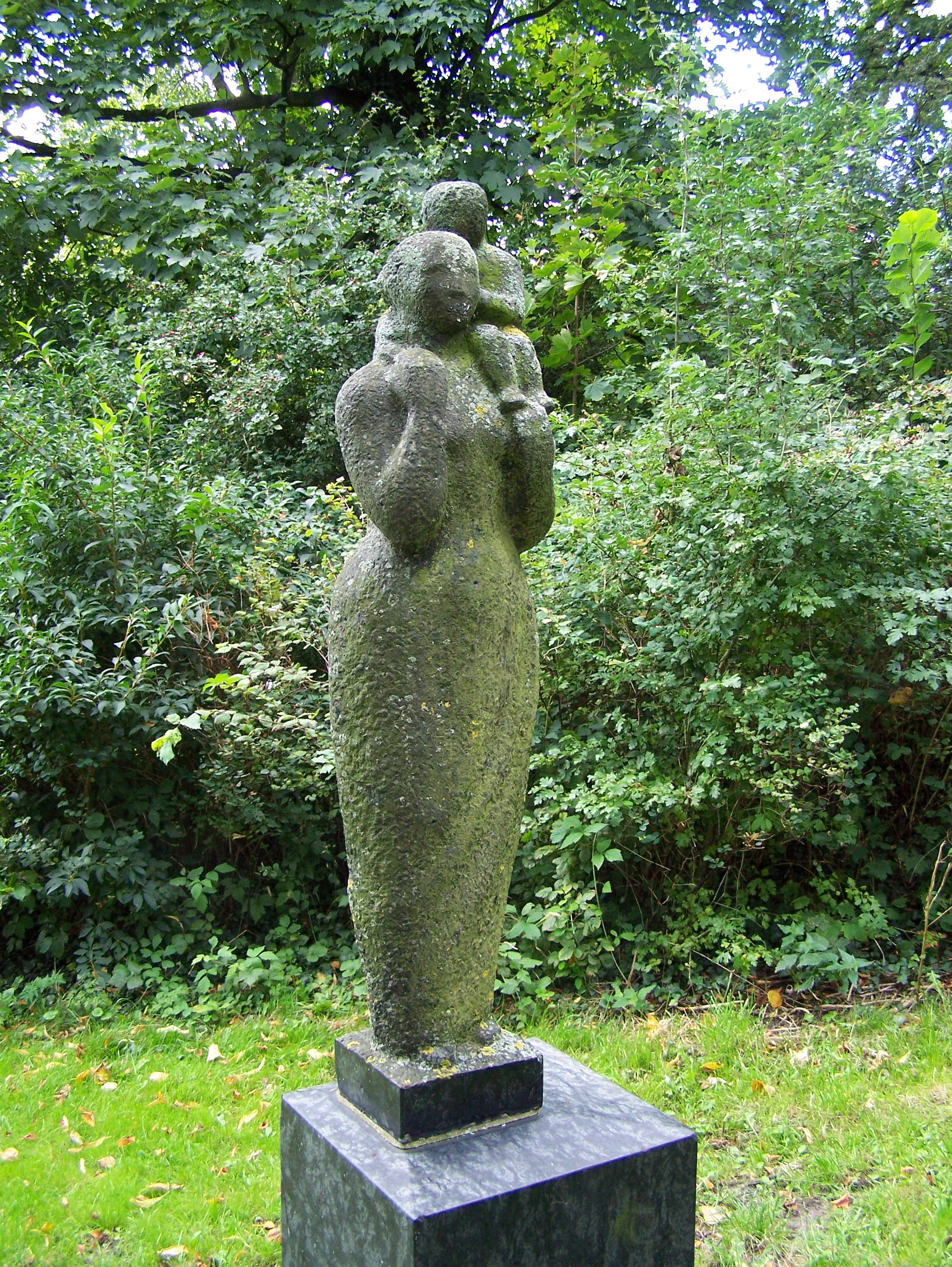
'Moeder en kind (1963), Alkmaar

Frida Mary (Fri) Heil-Verver (Soerabaja, 7 december 1892 – Oosterbeek, 30 augustus 1983) was een Nederlands beeldhouwster.

## Leven en werk
Verver werd geboren in Soerabaja op Oost-Java als dochter van Gerhardus Lambertus Verver en Ada Louisa Taylor. Haar vader was leraar wis- en natuurkunde. Van 1911 tot 1913 kreeg ze een opleiding modeltekenen in het Tekenatelier Simon Mons in Genève en ze bezocht in 1913 de Cheltenham School of Art in Cheltenham. Van 1918 tot 1920 studeerde zij schilderkunst bij Johannes Hendricus Jurres aan de Rijksakademie van beeldende kunsten in Amsterdam. Ze trouwde in 1921 in de Bilt met de koopman Leonard Willem (Leo) Heil (1894-1980). Fri Heil was na 1932 werkzaam als beeldhouwster. Ze was op dat gebied grotendeels autodidact, al had ze acht maanden lessen gevolgd bij Gijs Jacobs van den Hof.
Ze was lid van het bestuur van de Stichting Sonsbeek '49 en als zodanig betrokken bij de tentoonstelling Sonsbeek '66, waar ze haar beeld Moeder en kind toonde. In de jaren 50 vormde ze met onder anderen Jeanne Bieruma Oosting, Ro Mogendorff en Charlotte van Pallandt De Zeester, een kunstenaarsvereniging voor vrouwen.
De kunstenares woonde en werkte meerdere jaren in Arnhem, waar een straat naar haar is vernoemd. Ze overleed in 1983, op 90-jarige leeftijd.

## Enkele werken
- Monument van de Arbeiders Vereeniging Voor Lijkverbranding (1948)[3], begraafplaats Westerveld aan de Duin- en Kruidbergerweg in Driehuis (Velsen)
- Oorlogsmonument IJzeren man (1950)[4], Torenlaan in Beilen
- Reliëf Ambachtslieden (1954) voor Philips in Eindhoven
- Fontein (1955), Provinciehuis in Arnhem
- Moeder en kind (1963), Clarissenbolwerk in Alkmaar
- Monument voor Canadese militairen (1965), Stengelinstraat in Hooghalen
- Engeltje van Haaren (1966), Engel Witloxstraat in Haaren
- Dans om het gouden kalf (1972/1976), Arnhem

## Afbeeldingen

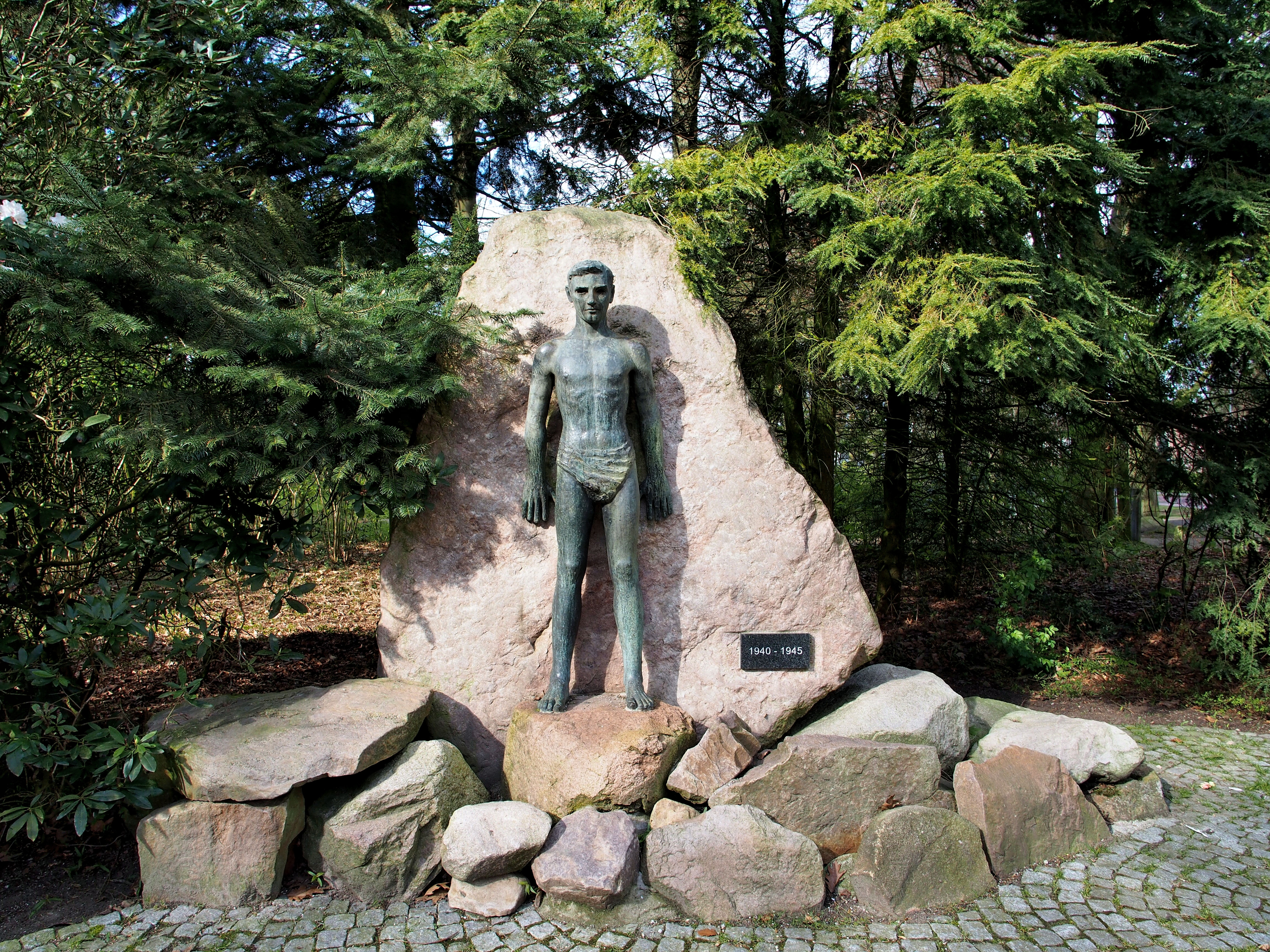
IJzeren man (1950), Beilen
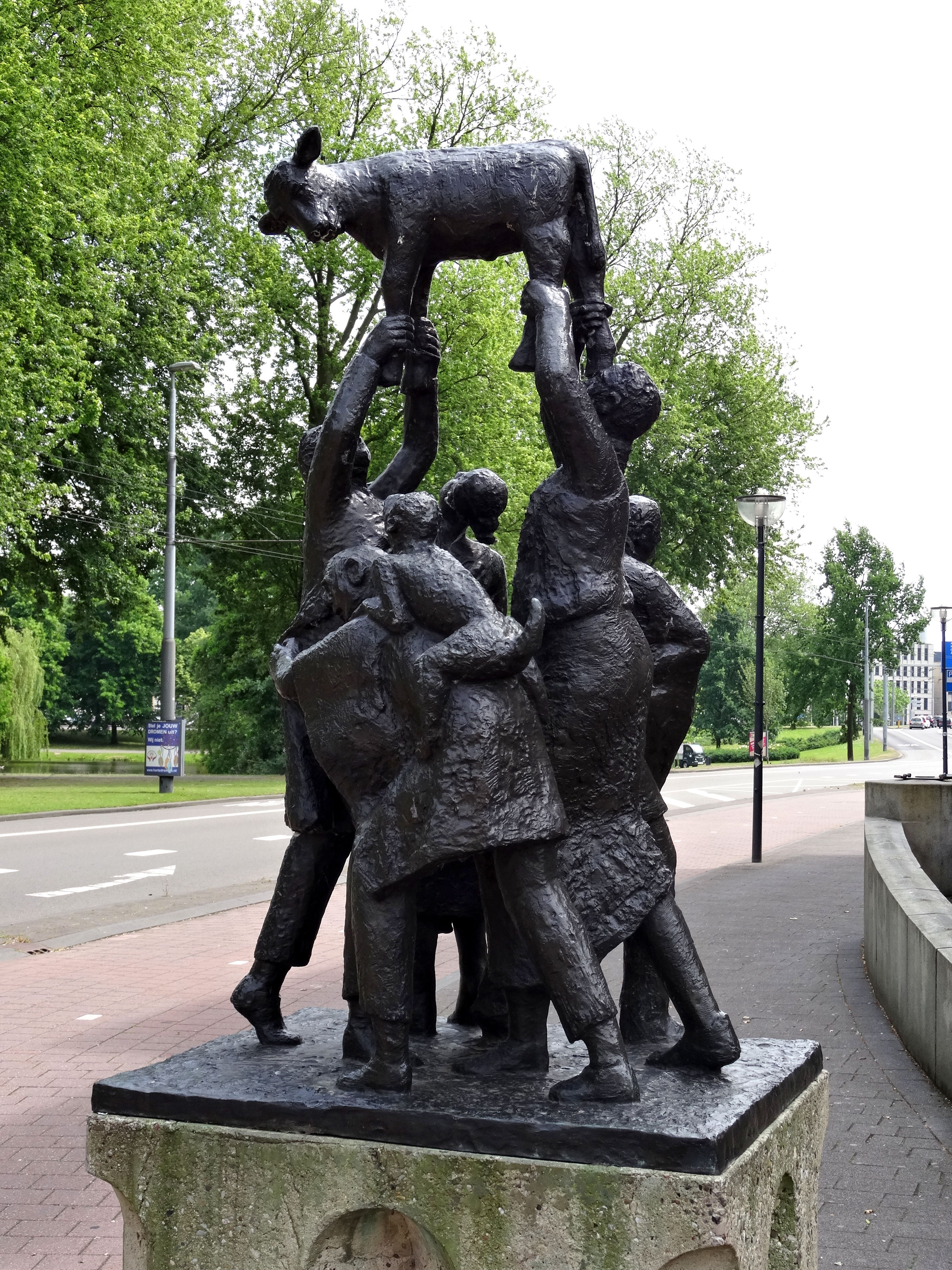
Dans om het gouden kalf (1976), Arnhem
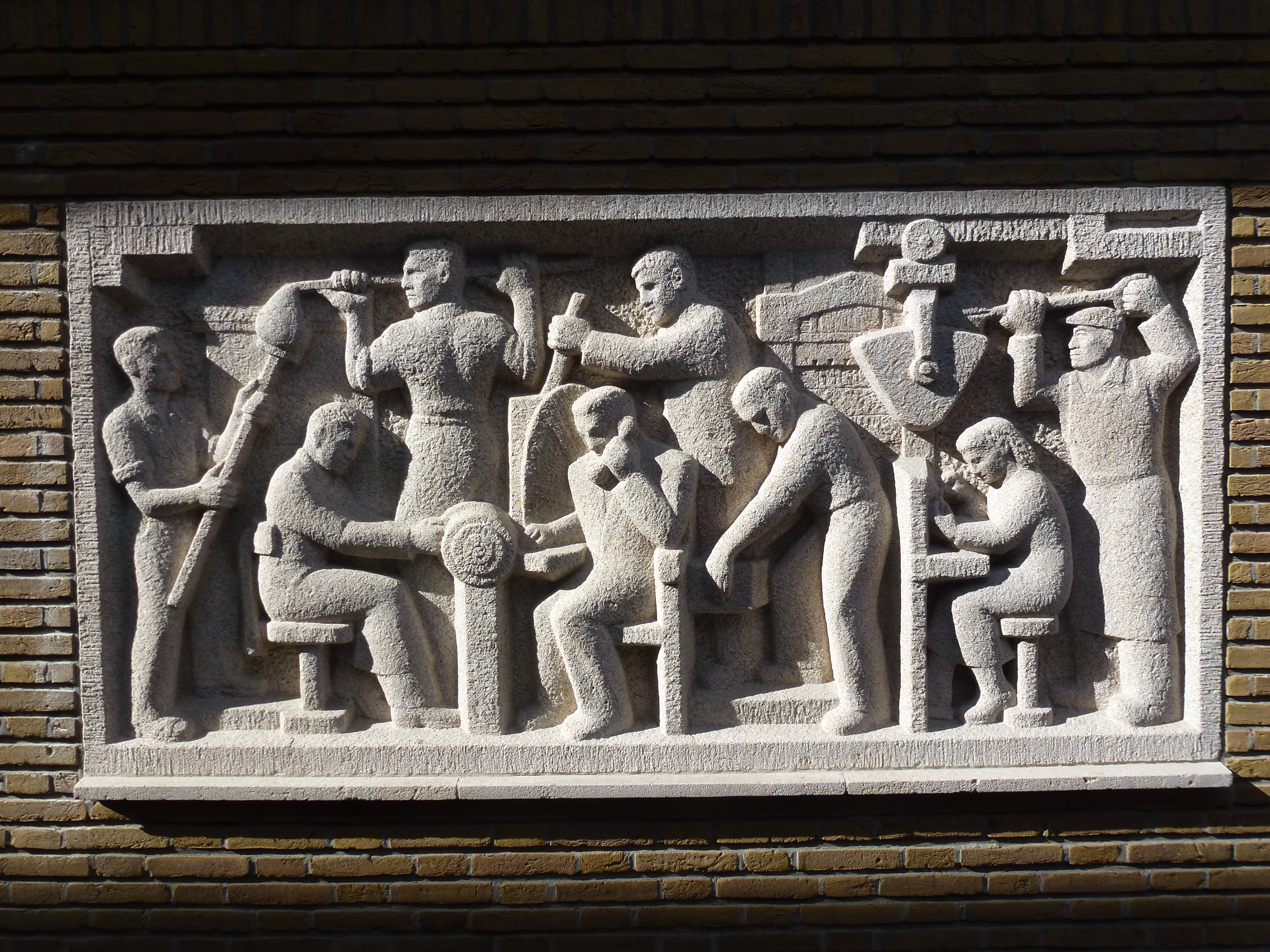
Reliëf Ambachtslieden, Eindhoven